# خاس کریسمس
خاس کریسمس (نام علمی: Ilex aquifolium) نام یک گونه از سرده خاس است.